# 시리낏 왕태후
시리낏(태국어: สิริกิติ์, 1932년 8월 12일 ~ )는 태국의 왕태후로, 존호는 모후 수호왕후 시리낏대비마마(태국어: สมเด็จพระนางเจ้าสิริกิติ์ พระบรมราชินีนาถ พระบรมราชชนนีพันปีหลวง 솜뎃 프라낭짜오 시리낏 프라보롬라치니낫 프라보롬랏촌나니판피루앙[*])이다. 왕후 시절의 존호는 시리낏왕후마마(태국어: สมเด็จพระนางเจ้าสิริกิติ์ พระบรมราชินีนาถ 솜뎃프라낭짜오 시리낏 프라보롬라치니낫[*])였다.
그녀는 태국의 전 국왕인 푸미폰 아둔야뎃의 왕비이자, 태국의 두 번째 대청 왕후이다(참고로 태국 최초의 대청 왕후는 시암의 사오와파 웡시 왕후였다.). 그녀는 세계에서 가장 오래된 통치권을 유지하던 군주의 반려자이며 이에 아울러 그녀는 가장 오래된 치세를 지낸 국왕의 왕비이기도 하다.

## 생애
시리낏은 1932년 그녀의 외할아버지인 웡사누쁘라판의 집에서 셋째이자, 장녀로 태어났다. 아버지은 짠타부리의 왕자인 끼띠야꼰 보라룩사나 왕자와 몸루앙 부아사니웡이었다. 그녀의 이름은 프라차티뽁 왕에 의해 하사를 받았으며, "끼띠야꼰의 위대함"을 뜻하는 말이었다.
그녀의 가족으로는 두 오빠와 여동생이 있었다.
- 몸라차웡 깐야나낏 끼띠야꼰 박사(교수) (1929년 9월 20일 ~ 1987년 5월 15일)
- 몸라차웡 아둔야낏 끼띠야꼰 (1930년 11월 2일 ~ 2004년 5월 5일)
- 몸라차웡 붓바 끼띠야꼰 (1934년 8월 2일 ~ )

시리낏이 태어났을 때, 그녀의 어머니는 그녀를 외할아버지에게 보내 1년간 기르게 했다. 그녀의 아버지는 미국 워싱턴 DC로 가서 왕실 대사관 대사로 일을 했고, 그녀의 어머니는 시리낏을 낳은 후 3개월 후에 남편을 따라갔기 때문이다. 1933년에 그녀는 몸짜오 압손사만 테와꾼과 왕의 송클라 행차를 따라 여행을 했다.
1년 후 그녀의 부모는 태국으로 돌아왔고, 시리낏은 그녀의 가족들과 함께 짜오프라야강 근처의 데베스 궁에 살게 되었다.
4세 때, 시리낏은 라치니 스쿨의 유치원에 들어갔다. 그녀는 그곳에서 초등 1학년까지 다녔다. 태평양 전쟁이 일어나 방콕이 폭격당하자 교통이 불안해졌다. 그리하여 그녀는 궁에서 가까운 성 프란시스 하비에르 컨벤트 스쿨로 옮겨가게 되었다. 그곳에서 그녀는 2년을 더 다녔다.
1946년 전쟁이 끝나자 그녀의 아버지는 영국의 대사로 가게 되었는데, 가족을 데리고 갔다. 그 당시 시리낏은 13세였고, 중학 과정을 이수하였다. 영국에 머무는 동안, 그녀는 피아노와 영어 그리고 프랑스어를 배웠다. 그녀의 가족은 유럽에서 덴마크와 프랑스 등지로 이사를 다녔다. 프랑스에 머무는 동안 파리의 음악 아카데미에서 공부를 했다.
프랑스에서 그녀는 푸미폰 아둔야뎃을 만났다. 그곳에서 그는 당시 왕위를 계승한 상태에서 스위스에서 공부를 하고 있는 중이었다. 시리낏은 왕을 환영하며, 여러 관광지를 동반하여 여행을 다녔다. 그리하여 이 두 사람은 몇몇의 학생들과 함께 빠리의 대사관에서 우연히 머물게 되었다. 왕과 시리낏 왕비 모두 공통점을 발견하고 교제를 시작하였다.
1948년 10월 4일 푸미폰 국왕은 제네바와 로잔에 있는 도로를 운전하다가 로잔의 외곽 10 km 지점에서 트럭의 뒤를 들이받는 교통사고를 당하였다. 그는 척추를 다치고, 찰과상을 입었으며 오른쪽 눈을 실명하였고, 결국 의안을 하게 된다. 그가 로잔의 병원에 입원해 있는 동안, 시리낏은 자주 방문을 했다. 그녀는 어머니를 만나 푸미폰 곁에서 공부를 하게 달라고 졸랐고, 왕은 그래서 그녀를 더 잘 알게 되었다. 그리하여 푸미폰 국왕은 그녀를 로잔에 있는 승무원 학교에 입학을 주선해 주었다. 1949년 7월 19일 조용한 약혼식이 치러졌고, 다음해 1950년 4월 28일 즉위식을 1주일 앞두고 결혼식을 올렸다.

## 자녀

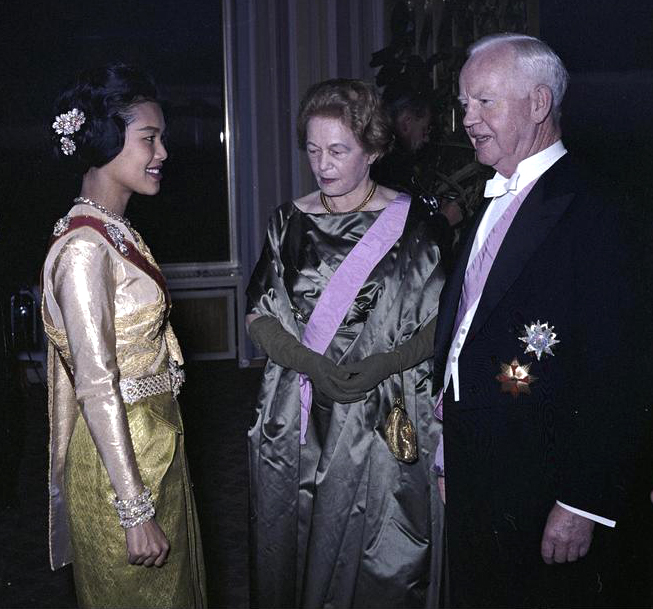
1960년 독일을 방문한 왕비

라마 9세와의 사이에서 4명의 자녀를 두었고, 3명의 공주와 아들 하나가 있다.
1. 우본라따나 라차깐야 공주 (1951년 생)
2. 마하 와찌랄롱꼰 왕세자 (1952년 생)
3. 마하 짜끄리 시린톤 공주 (1955년 생)
4. 쭐라폰 왈라일락 공주 (1957년 생)

## 저서

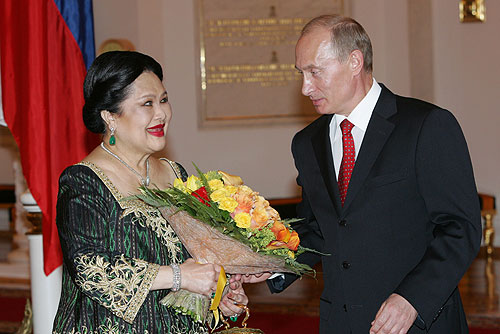
2007년 크레믈린 궁에서 푸틴 대통령과 함께

1964년 《유럽 여행 회상》이라는 책을 출판했고, 그녀가 왕과 함께 유럽에 체류할 때 쓴 비망록이다. 이 책으로 그녀의 문학적 재능이 밝혀졌다. 게다가 그녀는 왕궁의 수많은 음악을 작곡하기도 했다. 그녀가 작곡한 곡은 다음과 같다.
- 짜오쫌콴(เจ้าจอมขวัญ)
- 탓트(ทาสเธอ)
- 사이윳(สายหยุด)
- 낭얌(นางแย้ม)

## 자선 사업
시리낏 왕비는 자선 사업으로도 유명하며, 그녀 자신이 1956년부터 적십자 총재로 재직을 하였다. 이러한 역할을 통해 2004년 12월의 쓰나미 이후에도 지대한 명성을 쌓게 되었다. 그녀는 또한 태국으로 망명한 캄보디아나 미얀마의 수많은 난민 구호보호소의 구제를 위해 활동하고 있다.
태국에는 그녀의 이름을 딴 것들이 많다.
- 시리낏 왕비 의학센터 빌딩 (라마티보디 병원)
- 시리낏 왕비 유방암 센터 (방콕)
- 시리낏 왕비 국립 컨벤션 센 (방콕)
- 시리낏 왕비 공원 (방콕)
- 시리낏 댐 (우따라딧 주의 난 강)
- 시리낏 왕비 식물원, 치앙마이 주
- 시리낏 왕비 수목원, 빠툼타니 주
- 시리낏 왕비 컵, 매년 개최되는 아시아-태평양 골프 팀 이벤트
- 시리낏 왕비 게 (타이푸사 시리낏)
- 시리낏 왕비 장미
- 왕비 컵 축구 대회

## 수상
| 년   | 상                                    | 부여자                                                                   |
| ---- | ------------------------------------- | ------------------------------------------------------------------------ |
| 1979 | CERES Gold Medal                      | Food and Agriculture Organization of the United Nations                  |
| 1985 | Humanitarian Award                    | Asia Society                                                             |
| 1986 | Best Conservationist Certificate      | World Wildlife Fund                                                      |
| 1990 | Immigration and Refugee Policy Award  | The Center of Migration Studies                                          |
| 1991 | International Humanitarian Award      | Friends of the National Children's Museum, Washington D.C.               |
| 1992 | Gold Medal for Outstanding Leadership | Asian Institute of Technology                                            |
| 1992 | UNESCO Borobudur Gold Medal           | United Nations Educational, Scientific and Cultural Organization         |
| 1992 | UNICEF Special Recognition Award      | United Nations Children's Fund                                           |
| 1992 | Award of Excellence                   | United Nations Development Fund for Women                                |
| 1992 | UNEP Gold Medal of Distinction        | United Nations Environment Programme                                     |
| 1993 | Woman of the Year 1993 Award          | 스탠퍼드 대학교                                                          |
| 1995 | 1995 Lindbergh Award                  | The Lindbergh Foundation                                                 |
| 2000 | Merite de Invention                   | The Belgian Chamber of Inventors                                         |
| 2001 | Special Prix                          | Bulgarian American Chamber of Commercial and Industry                    |
| 2002 | Louis Pasteur Award                   | International Sericultural Commission                                    |
| 2002 | Award for Humanitarian Service        | The University of Texas M. D. Anderson Cancer Center                     |
| 2004 | IUCN Gold Medal                       | International Union for the Conservation of Nature and Natural Resources |
| 2005 | Food Safety Award                     | World Health Organization                                                |

## 명예 박사 학위
| 년도 | 분야                                        | 학교                                              |
| ---- | ------------------------------------------- | ------------------------------------------------- |
| 1957 | Social Work                                 | Thammasat University                              |
| 1960 | Public Health                               | Mahidol University                                |
| 1961 | Political Science                           | Chulalongkorn University                          |
| 1962 | Home Economics                              | Kasetsart University                              |
| 1963 | Humanities                                  | Centro Escolar University (필리핀)                |
| 1965 | Decorative Arts                             | Silpakorn University                              |
| 1969 | Agriculture                                 | Khon Kaen University                              |
| 1970 | Psychology                                  | Chiang Mai University                             |
| 1970 | Development Economics                       | National Institute of Development Administration  |
| 1981 | Humane Letters                              | Tufts University (미국)                           |
| 1983 | Political Science                           | Thammasat University                              |
| 1984 | Industrial Design                           | Chulalongkorn University                          |
| 1984 | Home Economics                              | Sukhothai Thammathirat University                 |
| 1988 | Medicine                                    | Mahidol University                                |
| 1989 | Forestry                                    | Thammasat University                              |
| 1989 | Business Administration                     | Khon Kaen University                              |
| 1990 | Industrial Design                           | King Mongkut's Institute of Technology Ladkrabang |
| 1990 | Vocational Education Administration         | King Mongkut's Institute of Technology Ladkrabang |
| 1990 | Public Health                               | Sukhothai Thammathirat University                 |
| 1991 | Finance                                     | Khon Kaen University                              |
| 1991 | General Administration                      | Ramkhamhaeng University                           |
| 1992 | Technology of Environmental Management      | Mahidol University                                |
| 1992 | Education                                   | Chulalongkorn University                          |
| 1992 | Marketing                                   | Kasetsart University                              |
| 1992 | Thai Arts                                   | Silpakorn University                              |
| 1993 | Humane Letters                              | 조지타운 대학 (미국)                              |
| 1995 | Humane Letters                              | 존홉킨즈 대학 (미국)                              |
| 1997 | Philosophy                                  | Tokai University (일본)                           |
| 2000 | Thai Language                               | Thaksin University                                |
| 2003 | Visual Communication Design                 | Khon Kaen University                              |
| 2004 | Textile, Costume,Garment and Fashion Design | Thammasat University                              |
| 2004 | Social Development Management               | Khon Kaen University                              |
| 2004 | Natural Resource Management                 | King Mongkut's University of Technology Thonburi  |
| 2004 | Environmental Management                    | Prince of Songkla University                      |
| 2005 | Food Science                                | Kasetsart University                              |
| 2006 | Cultural Studies                            | Rajabhat Songkla University                       |
| 2007 | Eastern Languages and Cultures              | University of Saint Petersburg (러시아)           |

## 가족 관계

### 조부모와 부모
- 조부 : 짠타부리공 끼띠야우어라락대군
- 조모 : 압설사만 끼띠야껄옹주
- 부친 : 짠타부리공 낙캇따몽콜군
- 모친 : 멈루앙 부아 끼띠야껄

### 남동생
1. 멈라차웡 깐라야나낏 끼띠야껄
2. 멈라차웡 아두라낏 끼띠야껄

### 여동생
1. 멈라차웡 부사바 사타나퐁

### 부군
1. 태국 라마 9세국왕

### 자녀
- 장녀 : 우볼랏라차깔야공주 (1951년 ~ ) – 왕실 지위에서 제거됨
- 장남 : 태국 라마 10세국왕 (1952년 ~ )
- 차녀 : 시린털왕녀 (1955년 ~ )
- 3녀 : 스리사왕카왓공여 주라펄와라이락공주 (1957년 ~ )

### 입양자녀
- 께신 분르판 (? ~ )
- 싸이싼 분르판 (? ~ 1997년)